# Глазгоу (Монтана)
Глазгоу (енгл. Glasgow) град је у америчкој савезној држави Монтана.

## Демографија
По попису из 2010. године број становника је 3.250, што је 3 (-0,1%) становника мање него 2000. године.
| Група             | 2000.         | 2010.         |
| Белци             | 3.036 (93,3%) | 2.951 (90,8%) |
| Афроамериканци    | 4 (0,1%)      | 8 (0,2%)      |
| Азијати           | 13 (0,4%)     | 11 (0,3%)     |
| Хиспаноамериканци | 35 (1,1%)     | 58 (1,8%)     |
| Укупно            | 3.253         | 3.250         |